# Дунареа Мика (Мехединци)
Дунареа Мика (рум. Dunărea Mică, у преводу Мали Дунав) насеље је у Румунији у округу Мехединци у општини Девесел. Oпштина се налази на надморској висини од 47 m.

## Демографија
Дунареа Мика је најмање насеље у општини Девесел. Према попису из 2011. године у селу је живело 72 становника што је за 11 (13,25%) мање у односу на 2002. када је на попису било 83 становника.
| Етнички састав према попису из 2011.‍ | Етнички састав према попису из 2011.‍ | Етнички састав према попису из 2011.‍ | Етнички састав према попису из 2011.‍ | Етнички састав према попису из 2011.‍ |
| ------------------------------------ | ------------------------------------ | ------------------------------------ | ------------------------------------ | ------------------------------------ |
|                                      |                                      |                                      |                                      |                                      |
| Румуни                               | Румуни                               |                                      | 66                                   | 91,67%                               |
| Немци                                | Немци                                |                                      | 1                                    | 1,39%                                |
| Непознато                            | Непознато                            |                                      | 5                                    | 6,94%                                |